# Rigoberto Riasco
Rigoberto Riasco est un boxeur panaméen né le 11 janvier 1953 à Panama et mort le 29 août 2022.

## Carrière
Passé professionnel en 1968, Rigoberto Riasco devient le premier champion du monde des poids super-coqs WBC le 3 avril 1976 en battant par arrêt de l'arbitre à la 9e reprise le japonais Waruinge Nakayama. Après 2 défenses victorieuses contre Livio Nolasco et Dong-Kyun Yum, il perd au 8e round le 9 octobre 1976 face à Royal Kobayashi.